# Saltvik
Saltvik es un municipio en el territorio de Åland, un territorio autónomo finlandés ubicado en el Mar Báltico. El 95% de la población de Saltvik habla sueco como lengua materna.

## Geografía
El municipio está ubicado en la parte más accidentada de la isla principal de Åland. La cumbre de Orrdalsklint domina el mar desde sus 129 metros (punto más alto del territorio), y es uno de los únicos lugares del archipiélago donde se puede notar la presencia de un relieve significativo.
El pequeño centro administrativo se encuentra al borde de una bahía, a 25 km del centro de la capital Mariehamn. El pueblo de Haraldsby es el segundo centro de población, los otros 32 pueblos agrupan como máximo solo unas pocas docenas de habitantes cada uno.

## Puntos de interés
- Orrdalsklint, el punto más alto de las Islas Åland
- Iglesia de Saltvik, iglesia medieval construida en la década de 1370